# Anna Careborg
Anna Märta Careborg, född 13 juli 1976, är en svensk journalist och mediechef.

## Biografi
Anna Careborg började arbeta på Svenska Dagbladet 2004 först som reporter, senare som chef för Agendaredaktionen och biträdande chef för Nyhetsredaktionen innan hon 2018 blev utnämnd som tillförordnad vd och chefredaktör istället för Fredric Karén. Den 15 oktober 2019 utsågs hon som permanent vd och chefredaktör, publisher, för tidningen. År 2023 lämnade hon Svenska Dagbladet och tillträdde som nyhets- och sportdirektör på Sveriges Television.

## Utmärkelser
- Careborg blev utsedd till Årets utvecklare vid tävlingen Årets Dagstidning 2018.[4]